# Carlo Geronimo Garove
Carlo Geronimo Garove oder Garovi (* 1630 in Bissone; † 1697 in Schloss Drottningholm bei Stockholm) war ein schweizerisch-italienischer Stuckateur des Frühbarocks.

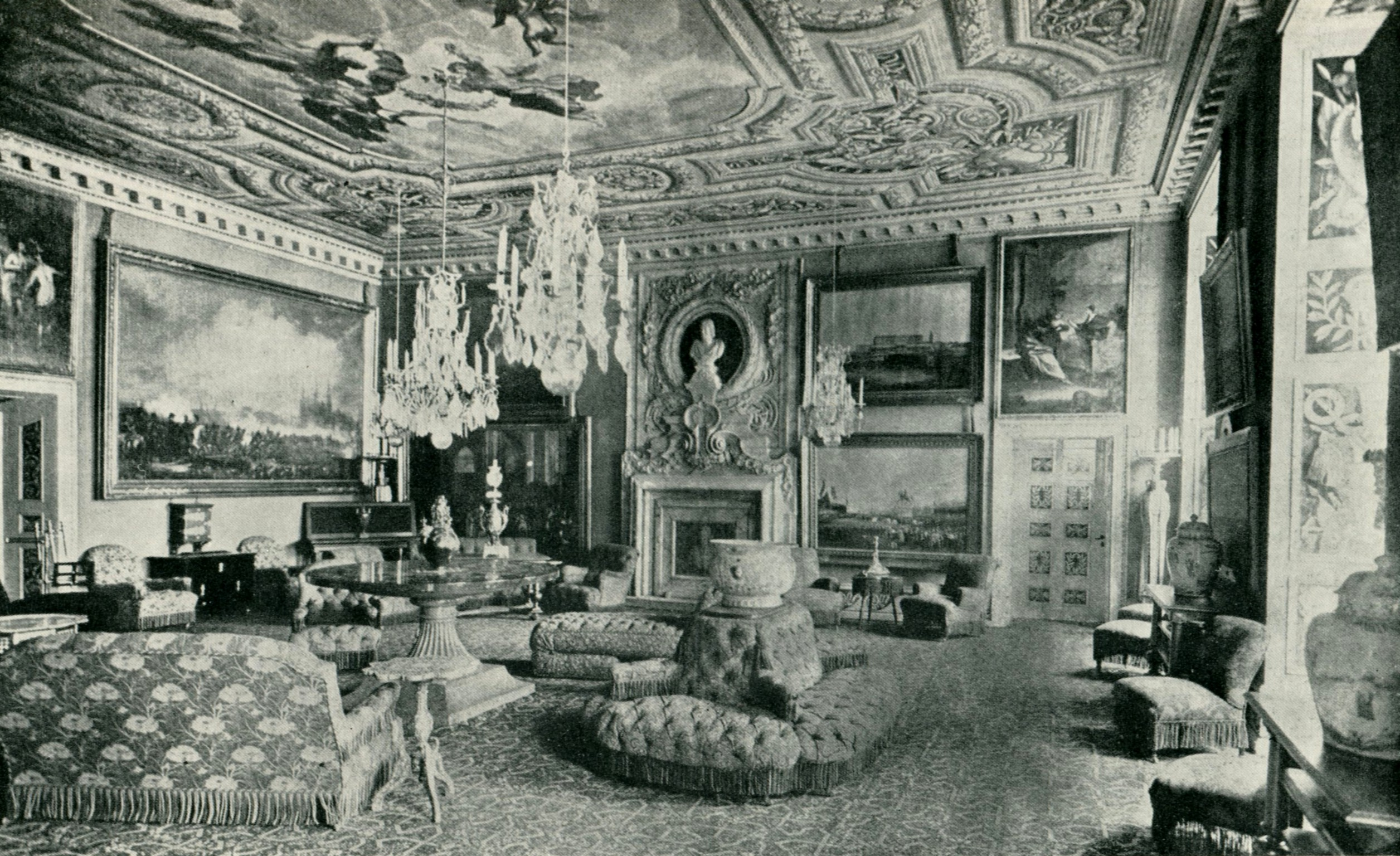
Carlo Garove: Stuckarbeiten im Stensalen

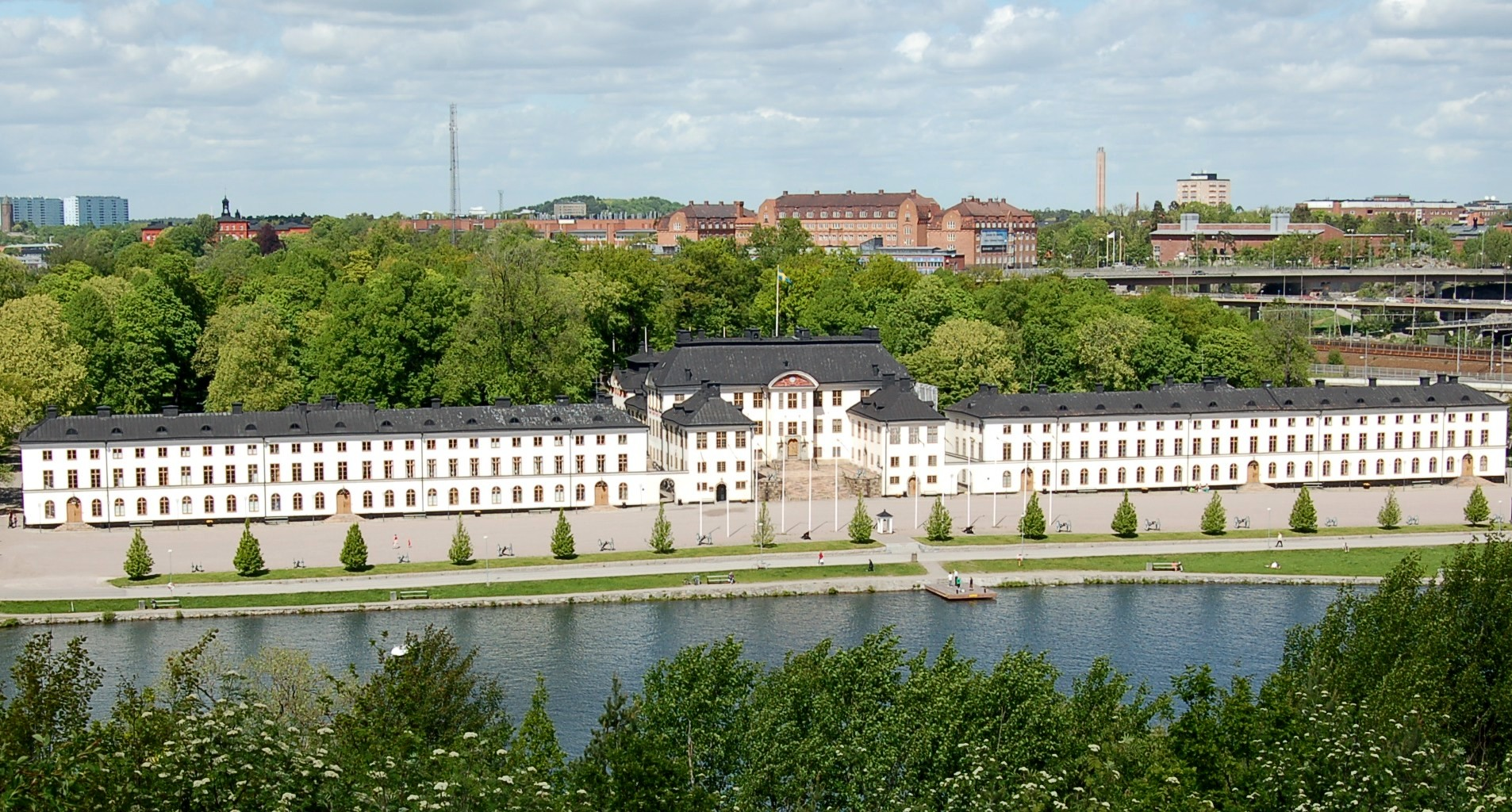
Schloss Karlberg von Stadshagen aus

## Leben
Er war Sohn des Simone Garove, Stuckateur aus Bissone, sein älterer Bruder war Giovanni Battista Garove. Dieser holte ihn 1667 nach Schweden. Er vollendete Stuckreliefs in der Grabkapelle für den Feldmarschall Lars Kagg (gestorben 1661) neben der Floda kyrka (Södermanland) südlich von Stockholm. Ab 1667 arbeitete er im Schloss Drottningholm bei Stockholm, das nach einem Brand 1662–1681 im barocken Stil neu erbaut wurde (er stuckierte die Decke im Stensalen).
Im Jahre 1667–1673 ließ Reichskanzler Magnus Gabriel de la Gardie die Klosterkirche Varnhem bei Göteborg vom Architekten Nicodemus Tessin der Ältere neu gestalten,  wo Garove die Stuckdekorationen schuf. Ferner dekorierte er das 1668–1685 erbaute Schloss Finspång östlich von Stockholm. Weitere Arbeiten übernahm er in den Schlössern Mälsåker, Karlberg (königliches Lustschloss bis 1792, seither Kadettenschule), Ericsberg und Nynäs.